# セントルイス・カージナルス
セントルイス・カージナルス（英語: St. Louis Cardinals、略称: STL、カ軍）は、メジャーリーグベースボール（以下、MLB）ナショナルリーグ中地区所属のプロ野球チーム。本拠地はミズーリ州セントルイスにあるブッシュ・スタジアム。カーディナルスとも表記される。日本語圏でも英語発音に合わせて「カージナルズ」または「カーディナルズ」と濁る事もある。

## 概要
19世紀から存在する古豪球団。MLB屈指の名門であり、ワールドシリーズ優勝11回・リーグ優勝19回を誇る。観客動員数もトップクラスであり、2014年の観客動員数もMLB全体で第2位。2007年には動員率（1試合あたりの観客数/球場定員）99.7%という圧倒的な数字を残している（最も入手困難とされるボストン・レッドソックスでさえ、2007年の動員率は94.5%）。
1953年から1996年までバドワイザーで知られ、地元企業でもあるアンハイザー・ブッシュ社がオーナー企業であった（現在はスポンサー）。ブッシュ社の会長だったオーガスト・ブッシュは長年に渡ってオーナーを務め、辣腕を振るった。カージナルスの黄金時代を築いた功労者として1985年に永久欠番に指定されている。
同地区のシカゴ・カブスとは長年に渡ってライバル関係にある。共に長い歴史を持つ人気球団であること、シカゴとセントルイスがインターステート・ハイウェイによって近距離で結ばれていることなどにより、両チームが対戦する際には多くのファンが両本拠地を訪れる。ワールドシリーズ優勝は2017年シーズン終了時点でカブスは3回に対しカージナルスが11回と差をつけているが、レギュラーシーズンにおいては1221勝1161敗（2017年シーズン終了時点）とカブスが勝ち越している。他にはヤンキースとレッドソックス、ドジャースとジャイアンツも同じような関係として挙げられる。

## 球団の歴史

### 創設前～ブラウンズ設立（1882年 - 1899年）
1871年にアメリカ合衆国でプロ野球リーグが始まってからしばらく、セントルイスを本拠地とする球団は現れなかった。ファンのプロ球団を望む声の高まりを受け、ようやく1875年にセントルイス・レッドストッキングスとセントルイス・ブラウンストッキングスというプロ球団が活動を始めたが、どちらも経営的に弱く、レッドストッキングスなどはリーグ加盟後わずか2ヶ月で破綻した。一方のブラウンストッキングスは1876年にナショナルリーグに加盟し、この年ジョージ・ブラッドリーがMLB史上初のノーヒットノーランを達成するなどチーム成績もそれほど悪くなかったが、1877年オフにルイビル・グレイズから補強したジム・デブリンとジョージ・ホールが、ルイビル在籍時の八百長スキャンダルから永久追放となり、ブラウンストッキングスはこのスキャンダルの煽りを受け倒産した。

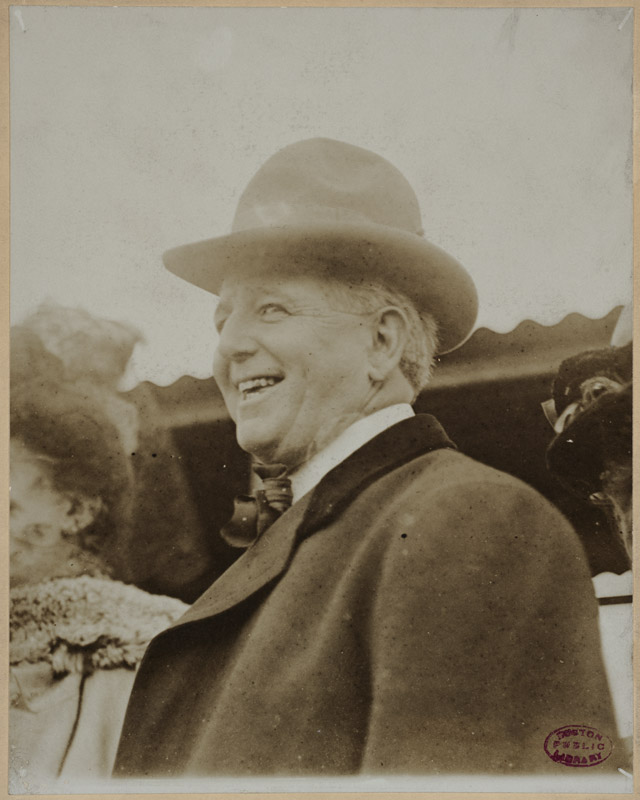
チャールズ・コミスキー。

その後ブラウンストッキングスのフランチャイズ権は、ドイツ移民で地元セントルイスの名士であったクリス・フォン・デル・アーエに1800ドルで買い取られた。アーエは5年後の1882年に、セントルイス・ブラウンズとして新たに球団を設立し、同年創立されたアメリカン・アソシエーションに加盟する。同リーグにはシンシナティ・レッドストッキングス（現:シンシナティ・レッズ）やピッツバーグ・アルゲニーズ（現:ピッツバーグ・パイレーツ）なども加盟していた。ブラウンズの初年度は37勝43敗でリーグ5位（6チーム中）に留まったが、翌1883年には65勝33敗と勝ち越してリーグ2位に躍進した。その後ブラウンズは、監督兼任選手だったチャールズ・コミスキーの下、1885年から1888年までリーグ4連覇を達成する。当時アメリカン・アソシエーションとナショナルリーグは、後のワールドシリーズの前身となる年間王者決定戦を行っていたが、4連覇中のブラウンズのこのシリーズの戦績は1勝2敗1分けで、ナショナルリーグ球団に引けをとらない実力を持っていた。
この間1884年には新たな野球リーグユニオン・アソシエーションが誕生、セントルイスにはブラウンズとは別にセントルイス・マルーンズというチームが創設された。しかし同リーグの会長とマルーンズのオーナーは同一人物で、リーグ創立もチーム運営を認めてもらうためであり、マルーンズありきのリーグだった。そのため、マルーンズがナショナルリーグへの移動が決定したことで、同リーグは1年限りで消滅。マルーンズ自体はその後2年足らずで解散した。
ブラウンズのチーム運営は順調に見えたが、1890年のプレイヤーズ・リーグの設立が、アメリカン・アソシエーションのリーグ運営に混乱を招いた。ブラウンズも監督のコミスキーとチームの主力だったティップ・オニールやシルバー・キングがチームを突如抜けてプレイヤーズ・リーグに参加するという事態も起きた。それ以前からアメリカン・アソシエーションに加盟していた他チームが徐々にナショナルリーグに移動するなどしていたこともあり、1891年にアメリカン・アソシエーションの解体が決定、残ったブラウンズも翌年からナショナルリーグに加盟することとなった。しかしこれらの混乱はブラウンズの戦力を大きく落とし、チームは1898年まで下位に低迷する。
転機となったのは1899年のことで、クリーブランド・スパイダーズを所有していたオーナー達によって、チームが買収され、セントルイス・パーフェクトズに改名、同時にスパイダーズからサイ・ヤングといった主力選手の多くがチームに加入したのである。これによってチームの戦力は一気に上がり、この年にはナショナルリーグ加盟後初の勝ち越しでシーズンを終え、順位も前年の最下位から5位（12チーム中）に上昇した（逆にスパイダーズはこの年、MLBワーストとなる134敗を記録し、同年限りで解散した）。翌1900年にはリーグのチーム数が8チームに固定され、チーム名も現在の名称であるセントルイス・カージナルスに変更された。

### 初のワールドシリーズ優勝

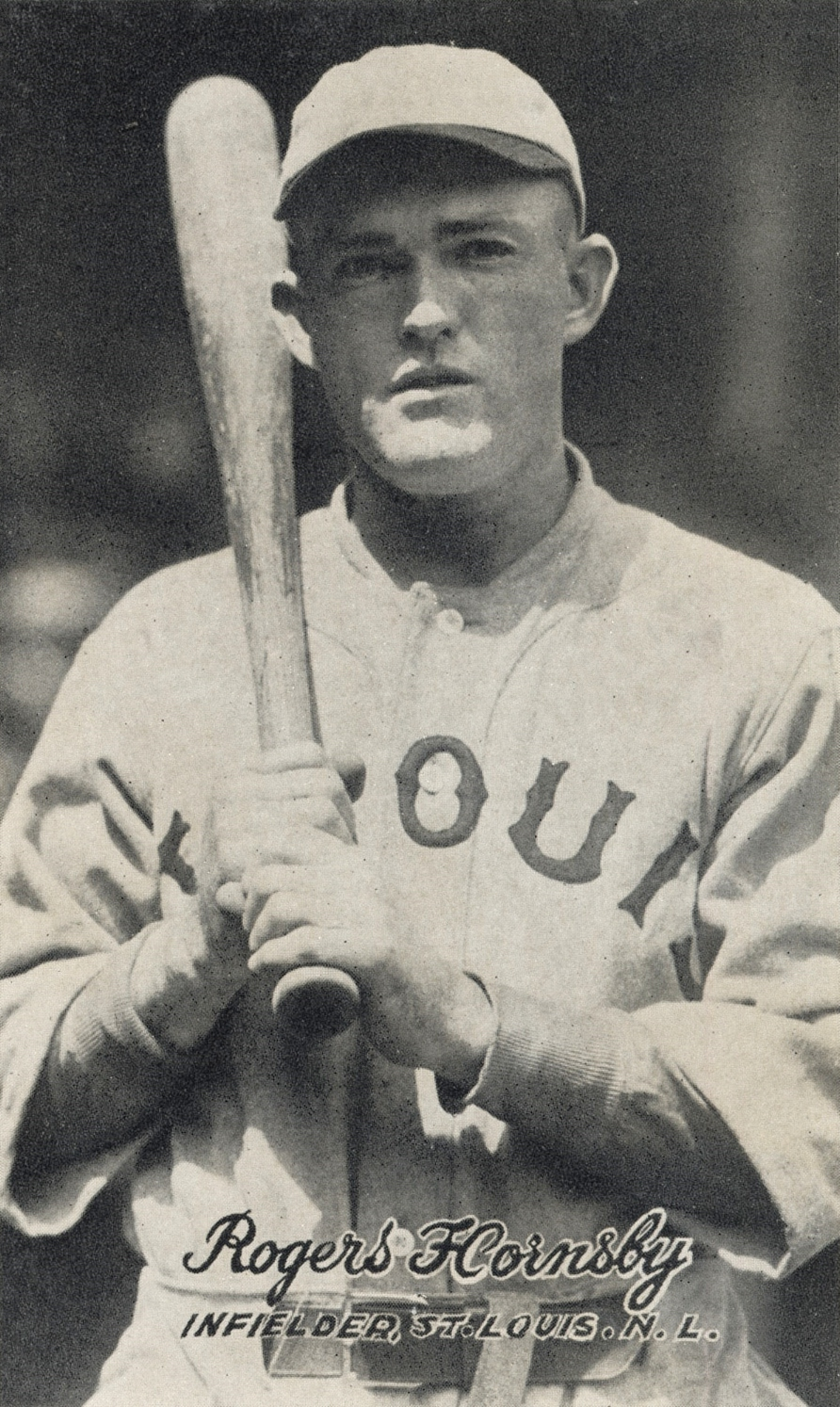
ロジャース・ホーンスビー。4割を3度達成し、1924年の4割2分4厘は近代野球の最高打率である。

ナショナルリーグに加盟以来、一時的に下位からは脱出はしたものの、20世紀に入ると再び低迷期に入る。しかし、そんなチームが変わり始めるのは、1915年に19歳のロジャース・ホーンスビーが入団してからである。ホーンスビーはその類稀な野球センスでチームのスター選手へと成長。カージナルス在籍中に、6年連続の首位打者、2度の三冠王に輝いた。また、1916年にはブランチ・リッキーがフロント入りし、現在では一般化しているファームシステムを導入、後に数多くの有望選手を送り出すこととなる。しかし、ファームシステムの運営はカージナルスの財政を逼迫させ、一時他都市への本拠地移転が検討された。こうした状況をニューヨーク・ジャイアンツの監督だったジョン・マグローは「バカげた計画。これがうまく行くはずはない」と嘲笑した。リッキーは1919年から1925年のシーズン途中まで監督も務めたが、こちらでは結果を出すことはできなかった。代わってチームのキャプテンとしての役割を担っていたホーンスビーが選手兼任監督に就任。翌1926年には初のリーグ優勝を果たす。
同年のワールドシリーズでは、ベーブ・ルース、ルー・ゲーリッグら「マーダラーズ・ロウ」（Murderer's Row　殺人打線）を擁し、当時最強を誇ったニューヨーク・ヤンキースが対戦相手となった。第1戦は落としたものの、第2戦では39歳のピート・アレクサンダーが好投し、初勝利。第3戦ではナックルボーラーのジェシー・ヘインズが自らも本塁打を放つ活躍をみせ、完封勝利を挙げた。続く第4戦、第5戦は敗れたが、第6戦ではアレクサンダーの好投と打線の奮起によって、10対2と大差で勝利した。最終戦ではヘインズが登板し、3回に1点を奪われたものの、4回にカージナルスが3点を取って逆転。しかし6回に1点を奪われ、3対2となった7回に2アウト満塁のピンチを迎える。ここでアレクサンダーが急遽リリーフ登板、打席に強打のトニー・ラゼリを迎えたが、これを見事三振にしとめ、このピンチを乗り切った。その後8回も抑え、9回2アウトとなったところで一塁走者のルースが盗塁を試みたが、この年のMVPに選ばれた捕手ボブ・オファレルがこれを刺して試合終了。カージナルスは初のワールドシリーズ優勝を果たした。
1927年にはホーンスビーとニューヨーク・ジャイアンツ（現:サンフランシスコ・ジャイアンツ）のフランキー・フリッシュらがトレード。フリッシュはこの年、打率.337・208安打・48盗塁を記録し、ホーンスビーの穴を埋める活躍をみせたが、チームは僅差でリーグ優勝を逃した。
1928年はジャイアンツ、カブスとの熾烈な首位争いを繰り広げた末、2度目のリーグ優勝を果たした。この年にはジム・ボトムリーが打率.325・31本塁打・136打点でナショナルリーグMVPを受賞。また42二塁打・20三塁打を記録し、MLB史上2人目の「20-20-20」（シーズン20二塁打・20三塁打・20本塁打）を達成する活躍をみせた。ワールドシリーズでは再びヤンキースと対戦。しかし、いいところなく4連敗を喫した。

### 1930年代
1930年はジョージ・ワトキンスが新人ではMLB最高となる打率.373を記録したのを始め、フリッシュ、ボトムリー、チック・ヘイフィーら野手全員が打率3割以上を記録し、チーム総得点は1004を数えた（ナショナルリーグでチーム得点が1000を超えたのはこれが唯一。また、この年はリーグ打率も3割を越える極端な打高投低のシーズンでもあった）。チームも終盤から猛烈な追い上げをみせ（8月、9月にかけて44勝13敗）、リーグ優勝を果たす。しかし、ワールドシリーズではフィラデルフィア・アスレチックス（現:オークランド・アスレチックス）に2勝4敗で敗れ去った。
1931年にはフリッシュがMVPと盗塁王、ヘイフィーが首位打者を獲得するなどの活躍で、チーム史上初めてシーズン100勝を記録し、リーグ2連覇を果たす。ワールドシリーズでは2年連続でアスレチックスと対戦。4勝3敗で前年の雪辱を果たし、2度目のワールドシリーズ優勝を果たした。
1933年にはフリッシュが選手兼任監督に就任。この頃にはディジー・ディーンがエースとして台頭し、フリッシュ、ジョー・メドウィック、レオ・ドローチャーら機動力を持った攻撃陣を形成する。ユニフォームを真っ黒に汚し激しいプレーを見せる彼らは、さながら工場労働者のようであり、「ガスハウス・ギャング」と呼ばれた。1934年にはディジーに加え、弟のポール・ディーンも先発陣に加わり、ディジーは30勝7敗・防御率2.66・195奪三振でMVPを獲得、ポールは19勝をあげ、9月21日にはノーヒットノーランも達成した。これらディーン兄弟と打撃陣の活躍によって、チームもリーグ優勝を果たす。ワールドシリーズではミッキー・カクレーン率いるデトロイト・タイガースとの激戦を制し、4勝3敗で3度目のワールドシリーズ優勝を果たした。
1936年にはジョニー・マイズがメジャーデビューした。
1937年にはメドウィックが打率.374・31本塁打・154打点で三冠王に輝き、この年のオールスターでは史上初となる4安打の活躍をみせた。しかしこの試合では、登板したディーンが足の指を骨折し、これが元でカージナルスを離れ、1941年に31歳という若さで引退した。
1939年にはマイズが打率.349・28本塁打で首位打者と本塁打王のタイトルを獲得した。

### 1940年代
1940年にはマイズが43本塁打・137打点で本塁打王と打点王と、それぞれ二冠に輝き、チームの主砲として活躍した。しかし、この頃のカージナルスは安定した強さを誇ったものの、優勝には今一歩届かないシーズンが続いた。
1941年にスタン・ミュージアルがメジャーデビューした。
1942年にはミュージアルが外野手のレギュラーを獲得。この年のオールスターゲームに選出された。ミュージアルは打率.315を記録したものの、首位打者は打率.318を記録したチームメイトのイーノス・スローターが獲得した。
太平洋戦争の真っ只中であったが、彼らを中心に1942年から1944年にかけてリーグ3連覇。1942年、1943年にはヤンキースと、1944年には同じセントルイスを本拠地としていたブラウンズ（現:ボルチモア・オリオールズ）と対戦し、それぞれ1度ずつ計2度のワールドシリーズ制覇を果たした。
スローターは1943年から3年間、ミュージアルは1945年の1年間だけ兵役についたが、戦争が終わった翌1946年には共にチームに復帰。ミュージアルは打率.365で首位打者とMVP、スローターは130打点で打点王を獲得するなど、2人ともブランクを感じさせない活躍をみせる。他にも前年にデビューしたレッド・ショーエンディーンストが320守備機会で失策なしという二塁手の守備記録を作った。同年にはチームも、ブルックリン・ドジャース（現:ロサンゼルス・ドジャース）と同率首位で並んだ末、プレーオフで勝利し、リーグ優勝を遂げる。ワールドシリーズではボストン・レッドソックスと対戦、最終戦でのスローターの好走塁もあり、4勝3敗でこれを下した。

### 1950年代

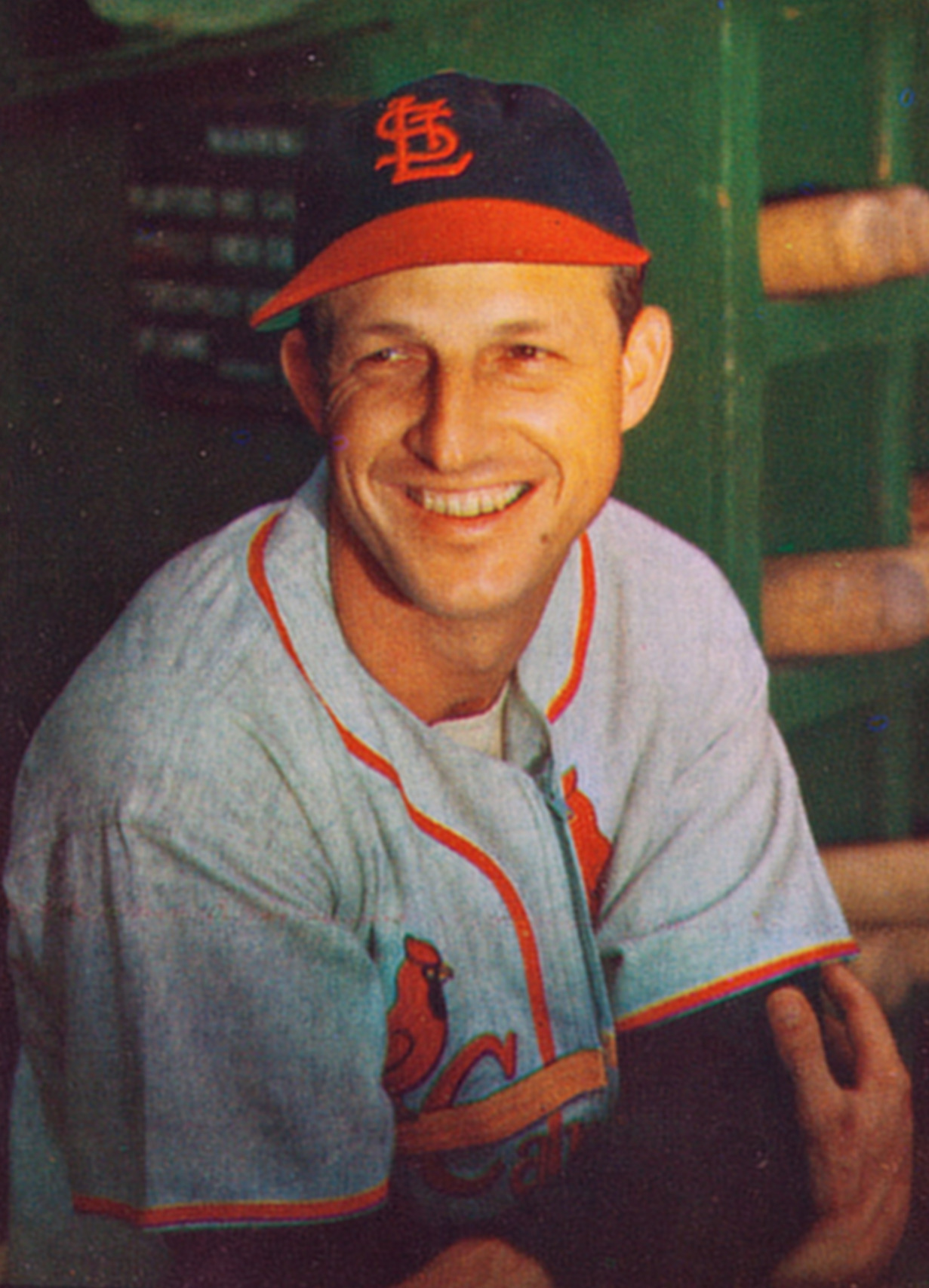
ザ・マン　スタン・ミュージアル (1953年)。

その後、ミュージアルがチームの中心打者として活躍し、1950年から1952年には3年連続で首位打者となったが、1950年代にカージナルスは低迷する。1947年にジャッキー・ロビンソンがメジャーデビューを果たした際には、南部出身であり人種差別意識の強かったスローターが、ロビンソンのメジャー入りに反対するストライキを起こそうとするが、失敗。そのため、スローターはロビンソンに対してスパイクで削るなど、後々まで嫌がらせを続けたといわれる。そして、これが元でカージナルスには人種差別の強いチームという認識が広まり、有能な黒人選手が集まらない時期が続くこととなる。

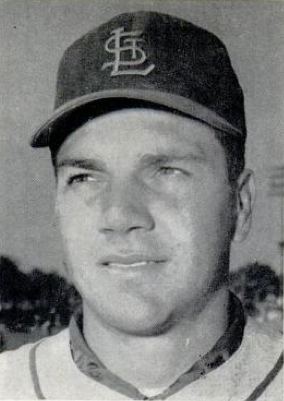
ケン・ボイヤー(1955年)。1964年にはリーグMVPを獲得。

1953年にはアンハイザー・ブッシュ社がチームを買収。オーナーであるオーガスト・ブッシュは自社の製品をアピールするため、本拠地球場のスポーツマンズ・パークをブッシュ・スタジアムと改名する。ブッシュはチーム改革にも力を注ぎ、黒人選手の獲得のため、「バドワイザーは黒人の労働者諸君にも愛飲されている」と発言するなど、人種差別のチームというイメージから脱却を図った。この1950年代後半になるとマイナーからケン・ボイヤーが育ち三塁を守り、二塁にはドン・ブラッシンゲームが守り、一塁にはスタン・ミュージアルがいて、やがてミュージアルが通算3000本安打を達成した1958年の秋にはこれらのメンバーで来日し、日米親善野球で14勝2敗の好成績を残した。

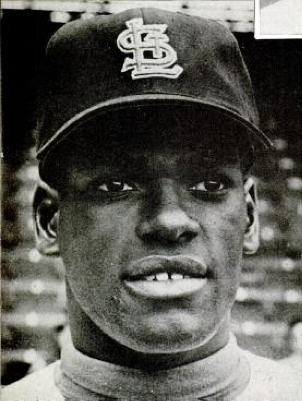
ボブ・ギブソン(1962年)

この間にオーガスト・ブッシュはチームイメージの刷新とチーム改革をすすめ、黒人選手の獲得に努めた。こうした努力が実り、1958年にシンシナティ・レッズからカート・フラッド外野手を獲得した。
1959年に投手のボブ・ギブソンがメジャーデビューした。
こうしたプロ・アマ双方のアフリカ系選手へのアプローチも虚しく、ジャッキー・ロビンソン擁するブルックリン・ドジャース、ウィリー・メイズ擁するニューヨーク・ジャイアンツやハンク・アーロン、ジョージ・クロウ、ビル・ブルートン擁するミルウォーキー・ブレーブスなどアフリカ系選手が主力となったチームとの戦力差を埋めることができなかった。その結果、1950年代のカージナルスは1度もプレーオフに進むことが出来なかった。

### 1960年代
1963年はギブソンが18勝9敗を記録し、エースとして台頭した。
1964年のシーズン途中にはシカゴ・カブスから外野手のルー・ブロックを獲得した。シーズン終盤にカージナルスは驚異的な追い上げをみせ、シーズン最終日でフィラデルフィア・フィリーズから首位を奪還、久々のリーグ優勝を果たす。この年はギブソンが19勝を記録した。ブロックはカブスでうだつの上がらない打者だったが、移籍後は打率.348・33盗塁を記録、同年終盤の追い上げに貢献する。ヤンキースとの4度目の対戦となったワールドシリーズではギブソンが2勝を上げて好投し、打撃陣ではシーズンMVPのケン・ボイヤーが第4戦で逆転満塁本塁打を放つ活躍をみせ、激戦の末に4勝3敗でワールドシリーズ優勝を果たした。
しかしこの年限りで、チームをワールドシリーズ優勝に導いた監督のジョニー・キーンが辞任し、代わって前年に引退したばかりのショーエンディーンストが監督に就任する。
1965年は下位に沈んだ。
1966年は新本拠地球場2代目ブッシュ・スタジアムが開業したが、下位に沈んだ。
1967年はスティーブ・カールトンが台頭し、101勝61敗でリーグ優勝を果たす。ワールドシリーズではレッドソックスと対戦。ここでもギブソンが3勝をあげてシリーズでの勝負強さをみせ、4勝3敗で8度目のワールドシリーズ優勝を果たした。
1968年にはギブソンが22勝9敗・防御率1.12（MLB歴代3位）・268奪三振・完封13という驚異的な成績を残し、サイ・ヤング賞を受賞。チームも7月18日～9月4日の49日間で51連戦という過密日程もありながら、リーグ2連覇を果たした。そしてワールドシリーズではデトロイト・タイガースと対戦し、この年31勝を上げたデニー・マクレインと17勝のミッキー・ロリッチを擁したタイガーズの投手陣に苦しめられ、第1戦ではギブソンとマクレインの両エースの投げ合いで先勝し、3勝1敗で王手をかけながら、第5戦ロリッチ、第6戦マクレインに連敗し最終第7戦ではどちらもシリーズ2勝を上げたギブソンとロリッチの投げ合いとなり、最後にギブソンが打たれて3勝4敗で敗れている。オフには再び来日し、日米親善野球で13勝5敗の成績を残した。
1969年にはMLBに年俸調停制度やフリーエージェント制度が導入されるきっかけとなったカート・フラッド事件が起こった。これはこの当時チームのキャプテンであったフラッドがフィラデルフィア・フィリーズにトレードに出されることとなり、フラッドはこれを不服とし、MLBコミッショナーにトレードの無効を訴えたものだった。そして、コミッショナーも無効を拒んだことで、翌1970年には裁判に発展し、フラッドは1年間を裁判に費やすこととなる。裁判は最高裁にまで持ち込まれたが、結局フラッドは敗訴し、1971年をワシントン・セネタースでプレーした後に現役を引退した。結果的に自身の選手生命を縮めることとなったが、これを機として1975年には「10 and 5 ルール」（10年間球界に所属し、5年間同一チームに在籍した選手はトレードを拒否できるという制度）が作られ、同時に年俸調停制度が始まり、MLBにおける選手の権利が確立することとなった。

### 1970年代
東西地区制が導入され、ナショナルリーグ東地区所属となった1970年代以降、カージナルスは優勝から遠ざかる。1970年にはギブソンが2度目のサイ・ヤング賞を受賞した。
1974年は
ブロックが当時のMLB記録となる118盗塁を記録し、この年までに8回の盗塁王に輝くなど、低迷するチームを支えた。
1975年にギブソンが現役引退した。
1979年にブロックが現役引退した。他にもテッド・シモンズ、ジョー・トーリ、キース・ヘルナンデスといった名選手も在籍するが、リーグ優勝はおろか、地区優勝さえ果たせなかった。

### 1980年代
1982年にサンディエゴ・パドレスからオジー・スミスを獲得し、監督のホワイティ・ハーゾグの元で守り勝つ野球で地区優勝を果たす。スミスの獲得は監督のハーゾグの高い評価によるもので、チームの中心選手として活躍した。ナショナルリーグチャンピオンシップシリーズ(NLCS)ではアトランタ・ブレーブスに3連勝し、ワールドシリーズに進出した。ワールドシリーズでは当時アメリカンリーグに所属ていたミルウォーキー・ブルワーズと対戦。第3戦では新人のウィリー・マギーが2本塁打の活躍（シーズンでは4本塁打しか放っていなかった）をみせると、最終戦を守護神のブルース・スーターが締め、15年ぶりの9度目のワールドシリーズ優勝を果たした。
1985年には、スミス、マギー、ビンス・コールマン、アンディ・バンスライク、トム・ハーら「ホワイティ・ボール」と呼ばれた俊足の選手達が集い、上記の選手全員が30盗塁以上を記録、チーム盗塁数は314を数えた。この年にはチームも地区優勝を果たした。NLCSではドジャースを破ってリーグ優勝した。ワールドシリーズではカンザスシティ・ロイヤルズと対戦し、3勝1敗と先に王手をかけるが第5戦から3連敗を喫し、ワールドチャンピオンを逃した。なお、このシリーズでは第6戦の不可解な判定によって敗北した経緯があり、地元ファンが抗議活動を行う事態にまでなった。
1987年は開幕から首位を走っていたが、好調の原動力となっていた主砲のジャック・クラークがシーズン終盤に故障で離脱、ニューヨーク・メッツに猛追を受けたが、何とか逃げ切って地区優勝を果たした。しかしワールドシリーズには進出するものの、主砲の不在が響き対戦相手のミネソタ・ツインズの前に最終戦までもつれた末に敗れている。その後、チームも次第に成績が下降した。

### 1990年代
1990年にはシーズン途中で監督のハーゾグが辞任、マギー、コールマンといった選手も退団し、シーズン終盤にはジョー・トーリが監督に就任する。
トーリが監督に就任して以降、チームも安定した成績を残すが、優勝には今一歩及ばないシーズンが続いた。
1994年にはナショナルリーグ中地区に移動。
1995年にはアンハイザー・ブッシュ社が球団を売却する。この年には成績不振で監督のトーリが解任され、前年までアスレチックスの監督を務めていたトニー・ラルーサが招かれた。
1996年は地区優勝を果たす。NLCSではブレーブスに3勝4敗で敗れ、リーグ優勝はならなかった。
1997年のシーズン途中には、アスレチックスからマーク・マグワイアを獲得。
1998年には開幕戦でマグワイアが満塁本塁打を記録すると、そこから驚異的なペースで本塁打を積み重ね、同じく驚異的なペースで本塁打を放っていたカブスのサミー・ソーサと熾烈なシーズン最多本塁打記録争いを繰り広げた。8月にはいるとロジャー・マリスの持つシーズン61本塁打の記録更新が現実味を帯びるようになり、全米の注目が集まった。そして9月8日にマグワイアがシーズン62本目の本塁打を記録し、記録更新を成し遂げると、その後もソーサと本塁打王争いを続け、最終的にソーサは66本、マグワイアは70本までその記録を伸ばした。
1999年もマグワイアとソーサは本塁打王争いを繰り広げ、最終的にマグワイアが65本、ソーサが63本を記録した。

### 2000年代
2000年にはジム・エドモンズが加入し、42本塁打・108打点を記録、チームも地区優勝を果たす。

アルバート・プホルス

2001年にマグワイアが引退すると、入れ替わるようにアルバート・プホルスがデビューした。プホルスは打率.329・37本塁打・130打点と新人離れした成績を残し、満票での新人王に輝いた。この年はチームも2位に終わったが、ワイルドカードを獲得し、ポストシーズンに進出する。
2002年にはカージナルスの実況を45年以上も務めた名アナウンサーであるジャック・バックが他界し、当時チームに所属していたダリル・カイルが突然死するなど悲劇に見舞われたが、地区優勝を遂げた。しかしいずれの年もリーグ優勝はならなかった。
2004年はジェイソン・イズリングハウゼンが球団最多タイの47セーブを記録し、105勝57敗と圧倒的な成績で地区優勝。ポストシーズンではドジャース、ヒューストン・アストロズを下し、リーグ優勝を果たした。しかし、ワールドシリーズでは、ヤンキースとのリーグチャンピオンシップシリーズで大逆転劇を演じ、勢いづいたレッドソックス相手になす術なく4連敗を喫した。
2005年は、21勝をあげたクリス・カーペンターがサイ・ヤング賞を受賞。チームも地区優勝を果たすが、NLCSでアストロズに敗れた。オフにはラリー・ウォーカー、マット・モリス、レジー・サンダース、マーク・グルジラネックといった主力選手を次々と放出し、代わりにアーロン・マイルズ、フアン・エンカーナシオンらを獲得するなど、選手の大規模な入れ替えを行った。
2006年には新設されたブッシュ・スタジアムが開場。シーズンではアストロズ、レッズとの三つ巴の争いとなり、苦しみながらも3年連続の地区優勝を果たす。ポストシーズンではパドレス、メッツを下してリーグ優勝。ワールドシリーズではタイガースと対戦、これを4勝1敗で下して、24年ぶり10度目のワールドシリーズ優勝を果たした。尚、83勝でのワールドチャンピオンはこれまでの最少だった1987年のツインズの85勝を「抜いて」最少記録となった（レギュラーシーズンが短縮された1918年と1981年は除く）。

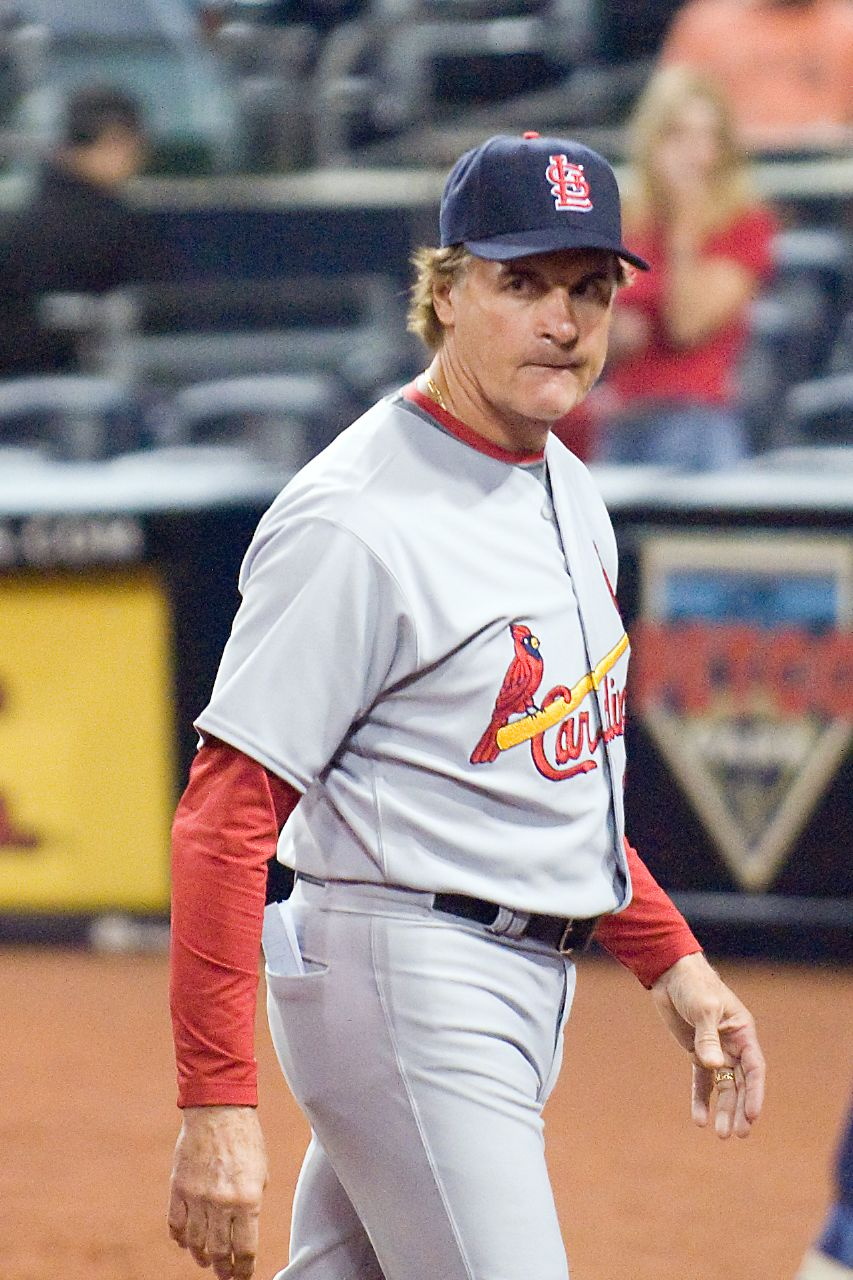
カージナルス監督当時のトニー・ラルーサ（2008年）

2009年は球団創設から通算10,000勝に到達した。

### 2010年代
2011年は、レギュラーシーズン最終戦までもつれたアトランタ・ブレーブスとのワイルドカード争いに勝ち、その勢いでリーグ優勝を果たした。テキサス・レンジャーズとのワールドシリーズでは、先に王手をかけられて迎えた第6戦では、シリーズ敗退まであとストライク1つという窮地に2度追い込まれながらも跳ね返し、レンジャーズを4勝3敗で下して5年ぶり11度目のワールドシリーズ優勝を果たした。ワールドシリーズ優勝を花道に16年間監督を務めたトニー・ラルーサが勇退した。ラルーサはカージナルス監督在任16シーズンのうち、地区優勝8回（1996年、2000年、2001年、2002年、2004年、2005年、2006年、2009年）、リーグ優勝3回（2004年、2006年、2009年）ワイルドカードでポストシーズン進出1回（2011年、ワールドシリーズ制覇）、ワールドシリーズ優勝2回（2006年、2011年）と、カージナルス監督として最も優れた成績を残した。歴代のカージナルス監督を見渡すと、ワールドシリーズ優勝2回（1942年、1944年）とリーグ優勝3回（1942年、1943年、1944年）はビリー・サウスワースも達成しており、リーグ優勝3回はホワイティ・ハーゾグ（1982年、1985年、1987年）も達成している。また、チャーリー・コミスキーは1885年～1888年にかけてリーグ優勝を4回達成している。しかし、16年もの長期間に渡って好成績を残し続けたのはラルーサだけである。
オフの11月14日にラルーサの後任としてマイク・マシーニーが就任した。
2012年はこの年から新設されたワイルドカードゲームを制し、NLDSもシリーズ敗退まであとストライク1つという窮地に追い込まれながらも跳ね返してNLCSへ進んだ。しかし今度は3勝1敗としながら第5戦から3連敗を喫してリーグ連覇はならなかった。この頃からマット・カーペンターが台頭した。
2013年は5月3日にカルロス・マルティネスがメジャーデビューを果たす。最終的に4年ぶりの地区優勝を果たす。NLDSとNLCSを制して2年ぶりのリーグ優勝を果たすが、ワールドシリーズはレッドソックス相手に2勝4敗に終わった。2度のワールドシリーズ優勝に大きく貢献したクリス・カーペンターが引退した。
2014年は前年に21年ぶりにポストシーズン進出を決めたパイレーツの抵抗にあったが、2年連続で地区優勝を果たす。NLDSでは3勝1敗で2年連続で西部地区を制したドジャースを破り、NLCS進出を決めた。因みにNLDSは4試合で18得点を挙げているが、そのうちの13点が7回の攻撃（いわゆるラッキーセブン）に挙げたものだった。
2015年にはマルティネス、マイケル・ワカの両先発投手が台頭した。
2016年8月9日にプロスペクトだったアレックス・レイエスがメジャーデビューを果たす。
2018年7月14日にマイク・マシーニーが退任し、代行としてマイク・シルトが監督を務め、8月下旬から正式に監督へ就任した。47勝46敗で地区首位から7.5ゲーム差の3位でシーズンを終了した。オフの12月5日にダイヤモンドバックスとのトレードでポール・ゴールドシュミットを獲得した。
2019年は91勝を挙げ、2015年以来となる4年ぶりの中地区優勝を果たした。NLDSではアトランタ・ブレーブスに3勝2敗で勝利し、NLCSへ進出した。ワイルドカードから進出してきたワシントン・ナショナルズとの対決となったNLCSでは4連敗を喫し敗退となった。監督のシルトは中地区優勝やポストシーズンへと導いたその手腕を高く評価され、最優秀監督賞を受賞した。プロ未経験の監督が選出されるのは史上初の快挙となった。

### 2020年代
2020年はヤディアー・モリーナが通算2000試合出場と捕手史上12人目、球団では6人目となる通算2000本安打を達成。シーズンはCOVID-19の影響で60試合に減少するも30勝28敗でプレーオフ進出を果たすが、サンディエゴ・パドレスに1勝2敗で敗れ敗退となった。
2021年はシーズン開幕前の2月1日にロッキーズとのトレードでノーラン・アレナドを獲得した。シーズンでは7月18日の試合でアレックス・レイエスが24連続セーブ成功のMLB記録を樹立した。9月2日にチームからウェインライトが8月のピッチャー・オブ・ザ・マンスを受賞した。
オフに監督のマイク・シルトが解任された。10月25日に第51代監督としてオリバー・マーモルの就任を発表した。11月7日にMLB史上初となる5人のゴールドグラブ賞受賞者を輩出した。11月8日にFAとなっていたT.J.マクファーランドと1年契約で再契約を結んだ。
2022年は93勝を挙げ、2019年以来となる地区優勝を果たした。しかしポストシーズンでは、ワイルドカードシリーズでフィラデルフィア・フィリーズ相手に0勝2敗で敗退した。シーズン終了後に、長年にわたりチームを支えたアルバート・プホルスとヤディアー・モリーナが現役を退いた。
2023年は開幕から低迷して、最終的な成績は71勝91敗でナショナルリーグ中地区最下位に終わった。
2024年は前年に比べると成績を向上させて、83勝79敗のナショナルリーグ中地区2位でシーズンを終えたものの、2年続けてポストシーズン進出を逃す結果となった。

## 名前の由来

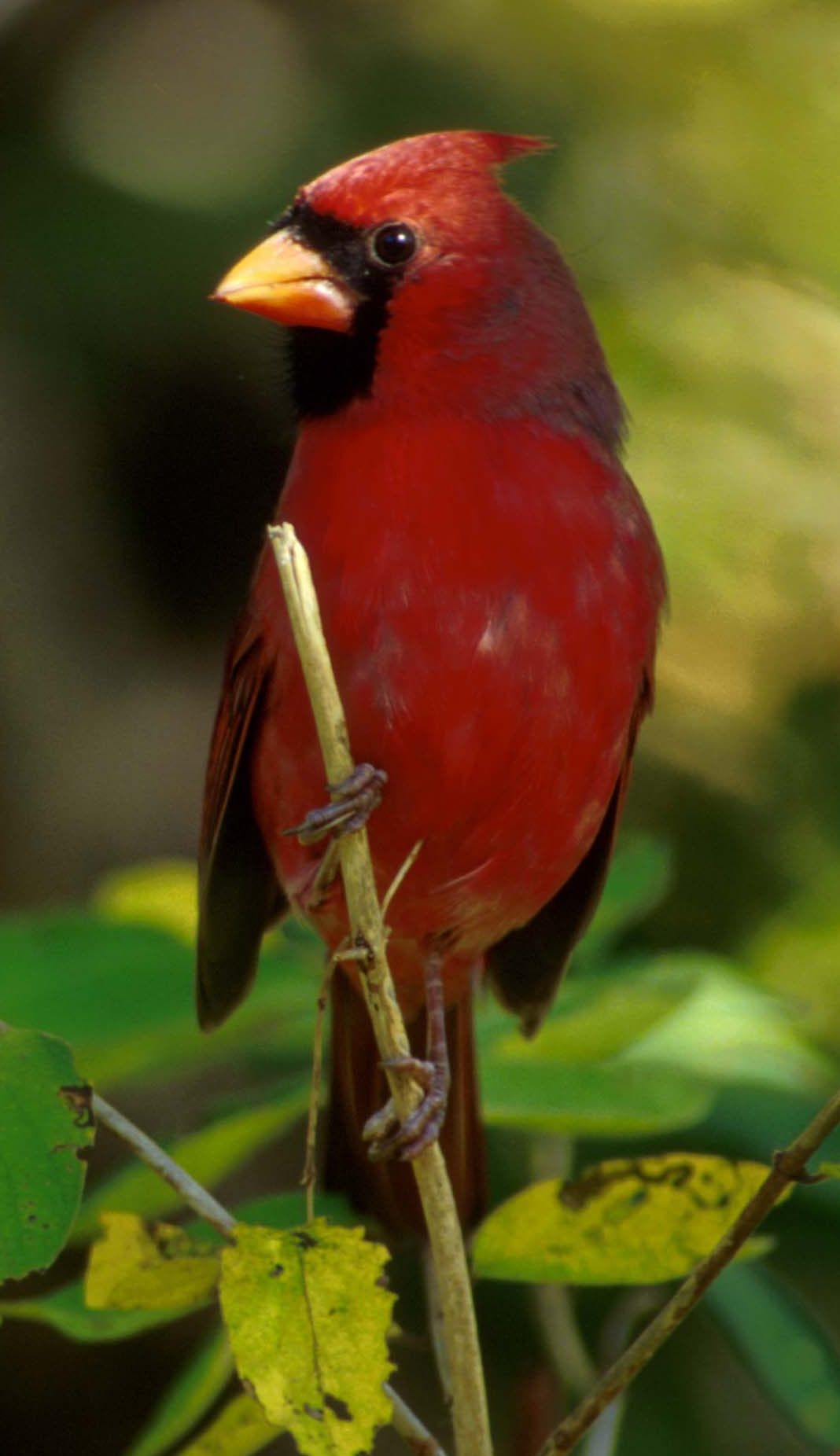
名称の由来のショウジョウコウカンチョウ

カージナルとはカトリック教会の高位聖職者の称号である枢機卿のことで、彼らが身に纏う衣に似た色合いを持つミズーリ州の州鳥「ショウジョウコウカンチョウ」のことでもある。当時の選手たちが朱色のユニフォームを着用していたことから、地元メディアがチームをこの鳥の名で呼んだことがきっかけとなって、正式にチーム名に採用された。ロゴデザインにもこの鳥が描かれている。
NFLのアリゾナ・カージナルスも同じくこの鳥をシンボルとしているが、その名称の由来はイリノイ州シカゴにおけるチーム創設当時、シカゴ大学から購入して着用していたユニフォームがたまたまカージナル・レッドであったことにあり、鳥そのものをチームの象徴として捉えたものではない。

## 選手名鑑

### アメリカ野球殿堂表彰者
- ピート・アレクサンダー (Pete Alexander)
- ディック・アレン (Dick Allen)
- ウォルター・オルストン (Walter Alston)
- ジェイク・ベックリー (Jake Beckley)
- ジム・ボトムリー (Jim Bottomley)
- ロジャー・ブレスナハン (Roger Bresnahan)
- ルー・ブロック (Lou Brock)
- モーデカイ・ブラウン (Mordecai Brown)
- ジェシー・バーケット (Jesse Burkett)
- スティーブ・カールトン (Steve Carlton)
- オーランド・セペダ (Orlando Cepeda)
- ロジャー・コナー (Roger Connor)
- ディジー・ディーン (Dizzy Dean)
- レオ・ドローチャー (Leo Durocher)
- デニス・エカーズリー (Dennis Eckersley)
- フランキー・フリッシュ (Frankie Frisch)
- パッド・ガルヴィン (Pud Galvin)
- ボブ・ギブソン (Bob Gibson)
- バーリー・グライムス (Burleigh Grimes)
- チック・ヘイフィー (Chick Hafey)
- ジェシー・ヘインズ (Jesse Haines)
- ロジャース・ホーンスビー (Rogers Hornsby)
- ミラー・ハギンズ (Miller Huggins)
- ジム・カート (Jim Kaat)

- ラビット・モランビル (Rabbit Maranville)
- ジョン・マグロー (John McGraw)
- ジョー・メドウィック (Joe Medwick)
- ミニー・ミノーソ (Minnie Miñoso)
- ジョニー・マイズ (Johnny Mize)
- スタン・ミュージアル (Stan Musial)
- キッド・ニコルズ (Kid Nichols)
- ウィルバート・ロビンソン (Wilbert Robinson)
- スコット・ローレン (Scott Rolen)
- レッド・ショーエンディーンスト (Red Schoendienst)
- テッド・シモンズ (Ted Simmons)
- イーノス・スローター (Enos Slaughter)
- リー・スミス (Lee Smith)
- オジー・スミス (Ozzie Smith)
- ジョン・スモルツ (John Smoltz)
- ブルース・スーター (Bruce Sutter)
- ジョー・トーリ (Joe Torre)
- ダジー・ヴァンス (Dazzy Vance)
- ラリー・ウォーカー (Larry Walker)
- ボビー・ウォレス (Bobby Wallace)
- ホイト・ウィルヘルム (Hoyt Wilhelm)
- ビック・ウィリス (Vic Willis)
- サイ・ヤング (Cy Young)

### 永久欠番
| 番号 | 選手                                              | ポジション   | 備考                 |
| ---- | ------------------------------------------------- | ------------ | -------------------- |
| 1    | オジー・スミス (Ozzie Smith)                      | 遊撃手       | 1996年指定           |
| 2    | レッド・ショーエンディーンスト (Red Schoendienst) | 二塁手・監督 | 1996年指定           |
| 6    | スタン・ミュージアル (Stan Musial)                | 外野手       | 1963年指定           |
| 9    | イーノス・スローター (Enos Slaughter)             | 外野手       | 1996年指定           |
| 10   | トニー・ラルーサ (Tony La Russa)                  | 監督         | 2012年指定           |
| 14   | ケン・ボイヤー (Ken Boyer)                        | 三塁手       | 1984年指定           |
| 17   | ディジー・ディーン (Dizzy Dean)                   | 投手         | 1974年指定           |
| 20   | ルー・ブロック (Lou Brock)                        | 外野手       | 1979年指定           |
| 23   | テッド・シモンズ (Ted Simmons)                    | 捕手         | 2021年指定           |
| 24   | ホワイティ・ハーゾグ (Whitey Herzog)              | 監督         | 2010年指定           |
| 42   | ジャッキー・ロビンソン (Jackie Robinson)          | 二塁手       | 全球団共通の永久欠番 |
| 42   | ブルース・スーター (Bruce Sutter)                 | 投手         | 2006年指定           |
| 45   | ボブ・ギブソン (Bob Gibson)                       | 投手         | 1975年指定           |
| 85   | オーガスト・ブッシュ (August Busch)               | オーナー     | 1984年指定           |
| SL   | ロジャース・ホーンスビー (Rogers Hornsby)         | 二塁手       | 1963年指定           |
| -    | ジャック・バック (Jack Buck)                      | アナウンサー | 2002年指定           |

意図的に使用されていない番号
- 4 - ヤディアー・モリーナ
- 5 - アルバート・プホルス
- 51 - ウィリー・マギー

### 歴代所属日本人選手
- 99 田口壮 (2002 - 2007)

## 傘下マイナーチーム
| クラス | チーム                                                                        | 参加リーグ                                            | 提携   | 本拠地                                              |
| ------ | ----------------------------------------------------------------------------- | ----------------------------------------------------- | ------ | --------------------------------------------------- |
| AAA    | メンフィス・レッドバーズ Memphis Redbirds                                     | インターナショナルリーグ International League         | 1998年 | テネシー州メンフィス オートゾーン・パーク           |
| AA     | スプリングフィールド・カージナルス Springfield Cardinals                      | テキサスリーグ Texas League                           | 2005年 | ミズーリ州スプリングフィールド ハモンズ・フィールド |
| High-A | ピオリア・チーフス Peoria Chiefs                                              | ミッドウェストリーグ Midwest League                   | 2013年 | イリノイ州ピオリア オブライエン・フィールド         |
| Low-A  | パームビーチ・カージナルス Palm Beach Cardinals                               | フロリダ・ステートリーグ Florida State League         | 2003年 | フロリダ州ジュピター ロジャー・ディーン・スタジアム |
| Rookie | フロリダ・コンプレックスリーグ・カージナルス Florida Complex League Cardinals | フロリダ・コンプレックスリーグ Florida Complex League | 1964年 | フロリダ州ジュピター ロジャー・ディーン・スタジアム |
| Rookie | ドミニカン・サマーリーグ・カージナルス Dominican Summer League Cardinals      | ドミニカン・サマーリーグ Dominican Summer League      | 1989年 | ドミニカ共和国 インジェニオ・サンタフェ             |